# Temnopalpus bicolor
Temnopalpus bicolor es una especie de coleóptero de la familia Pyrochroidae.

## Distribución geográfica
Habita en Australia.